# Městská knihovna Bruntál
Městská knihovna Bruntál je veřejně přístupná knihovna, jejíž zřizovatel je město Bruntál. Od roku 2015 sídlí v rekonstruované budově bývalého německého chlapeckého semináře, která je od roku 2002 kulturní památkou. V budově zvané také Petrin jsou současně umístěny Základní škola Bruntál, Školní 2, Mateřská škola Bruntál, Pionýrská 9, odloučené pracoviště Školní 2 a Středisko volného času Bruntál.

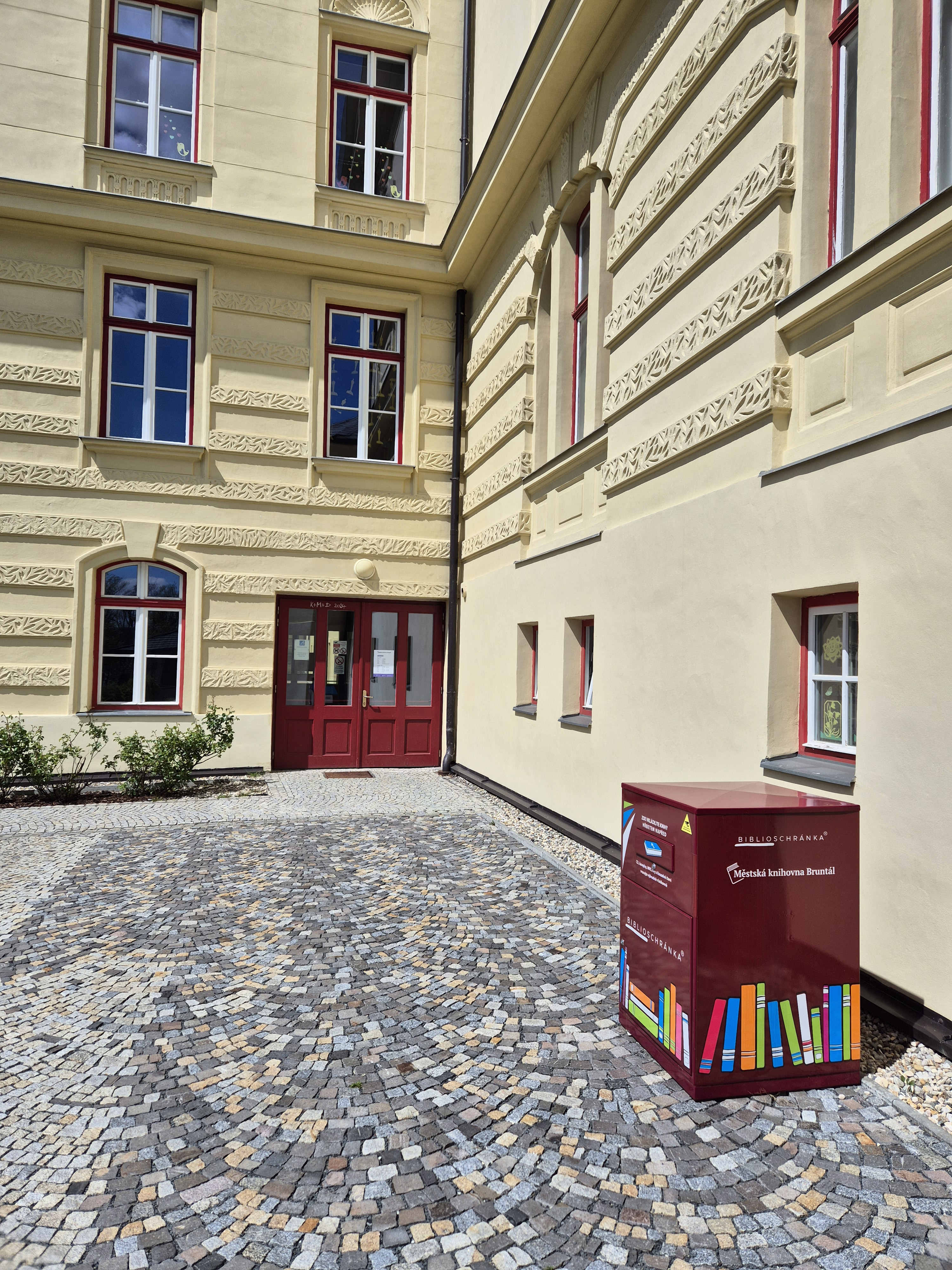
Biblioschránka Městské knihovny Bruntál

## Historie
Bruntál byl až do roku 1945 osídlen převážně německým obyvatelstvem. Za první republiky působily ve městě německé knihovny (kromě obecní knihovny např. knihovna katolického spolku) a české knihy se půjčovaly ve školní knihovně české menšinové školy. Obecní knihovna byla otevřena 11. března 1922 a již 17. června bylo v knihovním fondu uloženo 146 titulů. Až do konce třicátých let bylo evidováno přes 11 000 svazků beletrie, naučné literatury a literatury pro mládež. Kromě toho si mohli čtenáři půjčovat také celou řadu německých periodik, např. Deutsche Post, Deutsche Zeitung nebo Freudenthaler Zeitung. Vedoucím knihovny byl učitel a knihovník Franz Hofmann od jejího založení až do roku 1945.
Po odsunu německého obyvatelstva po druhé světové válce začínají na podzim roku 1945 jednání o zřízení obecní knihovny pro české obyvatele ve městě. Jako termín otevření knihovny byl určen 15. únor 1947. První profesionální knihovník nastoupil v roce 1951. Zpočátku byly knihovní fondy po válce budovány převážně z darů občanů, v průběhu padesátých let získala knihovna velké množství darů od Ministerstva informací a osvěty. Během tohoto období dochází také k vytváření katalogů a rozvoji práce se čtenáři. Na základě územní reorganizace byly v roce 1960 sloučeny okresy Bruntál, Krnov a Rýmařov. Knihovna v Bruntále byla ustanovena jako Okresní knihovna. Od roku 1965 začala plnit střediskovou funkci s menšími pobočkami v šestnácti obcích okresu. V průběhu sedmdesátých let knihovna plnila funkci kulturní výchovy pracujících, převážně prostřednictvím kabinetu politické literatury. V roce 1979 se Okresní knihovna přestěhovala z prostorů městského divadla do nové budovy na Brožíkově ulici.
Po roce 1989 bylo do fondů knihoven okresu vráceno přibližně 7 300 svazků literatury tzv. zvláštních fondů (literatura, která byla z knihoven po roce 1968 vyřazena). V červenci 1991 přešla knihovna z rozpočtové na příspěvkovou formu hospodaření. V roce 1996 se pracovníci oddělení doplňování a zpracování knihovního fondu stávají zakládajícími členy Regionálního knihovnického centra (RKC), které knihovnám v okrese zajišťuje akvizici knihovních jednotek s výraznou slevou. RKC je financováno formou dotací z Moravskoslezského kraje. 1. března 1997 je zřízena na základě usnesení zastupitelstva města příspěvková organizace Městská knihovna Bruntál. Městská rada se zavázala, že knihovnu zachová a bude ji finančně podporovat. V roce 2012 schválila rada města realizaci projektu „Rekonstrukce kulturní památky Petrin – centrum vzdělávání a volného času v Bruntále“. V roce 2015 se knihovna přestěhovala do rekonstruované budovy Petrina. V lednu knihovnu během návštěvy Bruntálu navštívil i ministr školství, mládeže a tělovýchovy Marcel Chládek. 2. února 2015 byl zahájen provoz knihovny v nových prostorech.

## Knihovna dnes a služby pro veřejnost
Knihovna má celkem tři oddělení; oddělení pro dospělé čtenáře, oddělení pro děti a také studovnu, která slouží jako příruční knihovna. Kromě absenčního a prezenčního půjčování knih a periodik, meziknihovní výpůjční služby (MVS) a služeb tisku a internetu knihovna nabízí svým uživatelům i možnost výpůjček deskových her, audioknih, e-knih a e-audioknih. Na dospělém oddělení se pořádají pravidelné besedy a výstavy. Důraz se v knihovně klade na kulturní a vzdělávací akce pro děti na podporu čtenářské a informační gramotnosti.